# Kaz (série télévisée)
Kaz est une série policière et dramatique américaine diffusée du 10 septembre 1978 au 22 avril 1979 sur CBS.
La série est inédite dans tous les pays francophone.

## Synopsis
Martin "Kaz" Kazinski est un ancien condamné américain d'origine polonaise qui est devenu avocat de la défense pénale après sa sortie de prison. 

## Distribution
- Ron Leibman : Martin "Kaz" Kazinski
- Patrick O'Neal : Samuel Bennett
- Linda Carlson : Katie McKenna
- Dick O'Neill : Malloy
- Edith Atwater : Illsa Fogel
- Gloria LeRoy : Mary Parnell
- Mark Withers : Peter Colcourt
- George Wyner : procureur de district Frank Revko

## Liste des épisodes
1. Kaz (Pilote)
2. A Little Shuck and a Whole Lotta Jive
3. Verdict in  Department 12
4. A Case of Class
5. The Slow Man
6. No Way to Treat the Lady
7. Who's on First.. and Sixth?
8. Which Side Are You On?
9. In a Safe Place
10. A Fine Romance
11. Kaz and the Kid
12. Episode 11 (épisode non diffusée)
13. A Case of Murder
14. Conspiracy in Blue
15. Kazinski Versus Bennett
16. The Stalking Man
17. Trouble on the South Side où It's Libel to Be Trouble
18. Count Your Fingers
19. A Piece of Cake
20. They've Taken Our Daughter
21. A Fool for a Client
22. The Battered Bride
23. The Avenging Angel